# آسی‌ها در ترکیه
آسی‌ها در ترکیه یا آسی‌تبارانِ ترکیه (انگلیسی: Ossetians in Turkey) آن دسته از شهروندان یا ساکنان ترکیه هستند که سرچشمه و ریشه آن ها، گروه قومی آسی در اوستیا در قفقاز است. جمعیت آسی‌ها در ترکیه ۲۰ هزار نفر  تا ۱۰۰ هزار نفر تخمین زده می‌شود.

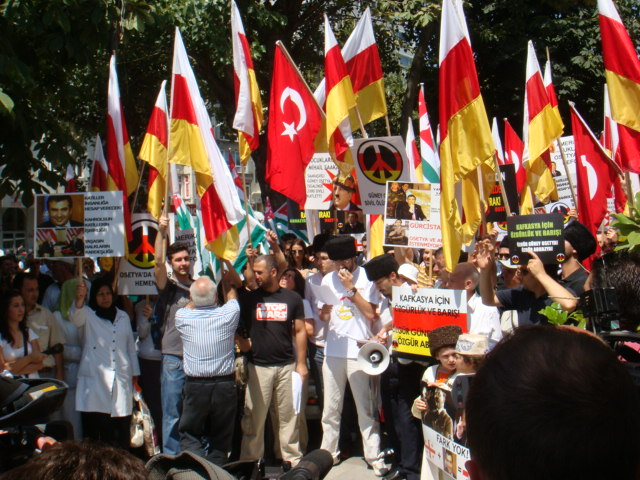
Ossetians and other Caucasian diaspora members protesting against Georgia during the 2008 South Ossetia war (August 13, 2008, Istanbul)